# Stephanopis congoensis
Stephanopis congoensis är en spindelart som beskrevs av Roger de Lessert 1943. Stephanopis congoensis ingår i släktet Stephanopis och familjen krabbspindlar.
Artens utbredningsområde är Kongo. Inga underarter finns listade i Catalogue of Life.